# 2008年義大利公開賽
2008年義大利公開賽于2008年5月5日至5月18日在義大利羅馬舉行，是第65屆賽事，也稱羅馬大師賽。

## 冠軍

### 男子單打
決賽： 諾瓦克·喬科維奇 擊敗  斯坦尼斯拉斯·瓦夫林卡（4–6、6–3、6–3）
- 這是喬科維奇今年第3個冠軍，也是職業生涯第10個冠軍。

### 女子單打
決賽： 耶萊娜·揚科維奇 擊敗  阿麗澤·科奈（6–3、6–2）
- 這是揚科維奇今年第1個冠軍，也是職業生涯第6個冠軍。

### 男子雙打
鮑勃·布賴恩 /  邁克·布賴恩 擊敗  丹尼爾·內斯特 /  內納德·齊莫尼奇（3–6、6–4、[10–8]）

### 女子雙打
詹詠然 /  莊佳容 擊敗  伊韋塔·貝內索娃 /  雅內特·胡薩洛娃（7–65、6–3）

## 外部連結
- 官方網站